# Natale in India
Natale in India è un film italiano del 2003 co-scritto, diretto e co-ideato da Neri Parenti.

## Trama
Roma, 9 luglio 1987. Il giudice Enrico Paci, un milanese animalista convinto e appassionato di yoga, incontra per caso nell'ascensore di una clinica Fabio De Tassis, un rozzo ingegnere fumatore romano: entrambi si trovano lì per assistere alla nascita dei loro figli. Mentre l'infermiera va a prelevare i bambini per portarli ai genitori, fa girare accidentalmente le culle, dando allo spettatore l'impressione che possano essere stati scambiati. Sedici anni dopo, intorno al Natale del 2003, i due figli si presentano di carattere opposto a quelli dei loro padri: Nelson, figlio di Fabio, è affascinato dalla spiritualità indiana e contrario alla violenza sugli animali come Enrico, separatosi dalla moglie causa il suo essere, mentre Costantino, figlio del giudice Paci, è un ragazzo rozzo, volgare e indifferente alle regole proprio come Fabio.
I due acrobati da circo Max e Bruno intanto uccidono involontariamente un domatore di tigri mentre quest'ultimo aveva messo la testa nelle fauci del felino. Degradati da Moira Orfei a spalare lo sterco degli animali, i due vengono a contatto con un rubino prezioso, che secondo i giornali sarebbe stato rubato dal domatore stesso ad un maragià in visita in Italia. I due si mettono quindi alla ricerca di un ricettatore per intascare i soldi sulla vendita del gioiello.
Gennaro è un avvocato al servizio di Fabio; incolpato di tutti i traffici illeciti del suo capo, deve risponderne al giudice in tribunale, ovvero proprio Enrico Paci. Per evitare la galera, Fabio chiede a Giovanna Bertocchi, fidanzata di Gennaro, di fingersi sua moglie per incastrare il giudice. Quest'ultimo e Giovanna si trovano insieme in una sauna, Giovanna finge di svenire ed il giudice la aiuta a riprendersi proprio mentre Fabio entra all'improvviso, riuscendo così ad evitare l'arresto facendo sembrare Enrico un maniaco che ci sta provando con sua moglie.
Nel frattempo a Roma il trasgressivo rapper Vomito sta tenendo un grande concerto, ma rimane ustionato al fondoschiena. 
Enrico, desideroso di vedere l'India, organizza un viaggio per lui e suo figlio per Natale. Anche Fabio è in partenza per l'India con il figlio e Silvia, sua moglie. Gennaro, che aveva accompagnato Fabio e la sua famiglia all'aeroporto, viene a sapere, dallo stesso Enrico, che lui e suo figlio sono diretti in India. Spaventato dal fatto che Enrico possa incontrare Fabio con la vera moglie, e quindi scoprire l'inganno della sauna, cerca in tutti i modi di avvertire Fabio prima che parta, ma senza riuscirci.
Nel frattempo anche Max e Bruno decidono di andare in India per inseguire Enrico, in possesso del rubino caduto di mano ai due e finito nel marsupio del magistrato. Anche Vomito decide di fare un clip trasgressivo proprio in India: a causa di una sua mancanza di rispetto verso una vacca sacra, viene arrestato dalle autorità locali. Fabio, incontrato il giudice per caso, per evitare che scopra l'inganno della sauna, continua a fingere di essere sposato con la fidanzata di Gennaro e, per non essere scoperto, cerca di fare amicizia col giudice e tenergli nascosta così la verità.
Fabio e Enrico si perdono insieme nella giungla e vengono trovati dalla scorta di un maragià e invitati a sedere con lui sul suo elefante, nel corso di una battuta di caccia alla tigre. Avvistatane una, Fabio è invitato dal maragià a sparare il primo colpo verso il felino, ma l'animalista Enrico glielo impedisce e nella colluttazione finisce per far cadere il maragià. I due italiani riescono a seminare gli uomini del maragià ma non la tigre che, in calore, prende da dietro Enrico. Intanto Tony, manager di Vomito, preoccupato per il videoclip rimandato a causa dell'arresto della sua star, trova per caso il sosia perfetto di Vomito, ovvero Yoghi, un tossico bizzarro. Ma Vomito scappato alle autorità si sostituisce a Yoghi. I guai per il trasgressivo rapper non sono però finiti: cercando di far arrivare campo alla rete del suo cellulare, l'uomo viene accidentalmente rinchiuso in un monastero lamaista e dovrà starci per tutto il tempo della purificazione: sette anni.
Nel frattempo Enrico scopre l'inganno di Fabio quando Silvia, all'oscuro di essere la finta moglie di Gennaro, afferma al giudice di essere sposata con Fabio. Il giudice così condanna il signor De Tassis alla galera per averlo raggirato. Max e Bruno, in possesso di nuovo del rubino preso al magistrato, per caso perdono il gioiello e lo riprendono quando trovano il vero proprietario, il maragià rapinato tempo addietro, che li condanna a morte non solo per il furto ma anche per aver accidentalmente assalito lo stesso proprietario. Durante il processo, Bruno riesce a far capire all'uomo che senza di loro non sarebbe mai tornato in possesso del rubino: invece di essere giustiziati, vengono solamente privati di una parte del loro corpo facendo scegliere il pezzo da tagliare alla ruota della fortuna. Alla fine Paci e De Tassis, dopo essersi ricordati dell’incontro in ascensore del 1987, iniziano a sospettare che i loro figli potrebbero essere stati scambiati alla nascita e, tornati in Italia, tramite un test del DNA cercano di venirne a capo. Fabio riesce a sbirciare nel computer dell'infermiera l'esito del test e scopre che i due figli non furono scambiati alla nascita (non verrà mai rivelato perché i figli abbiano caratteri opposti ai genitori). Tuttavia per evitare di andare in galera, fa credere al giudice che i figli sono stati scambiati ma decidendo in seguito di tenerseli ognuno per sé come è sempre stato.
Tutto si risolve quindi per il meglio: Giovanna perde di nuovo il provino (osteggiato comunque dalla gelosia del fidanzato) e viene ingaggiato il fidanzato Gennaro come sostituto nell'interpretare una parte in uno spettacolo teatrale intitolato "Adamo ed Eva"; Max e Bruno vengono riassunti come acrobati nel circo, mutilati rispettivamente del pene e del braccio sinistro; Yoghi diventa il nuovo Vomito non più rapper volgare, ma tossico e basta.
La scena si sposta poi nel Natale 2014, con Paci e De Tassis in una clinica per la nascita dei loro nipoti (rispettivamente Silvio e Romano, forse anche in riferimento ai candidati premier di allora). In seguito durante una passeggiata, Paci, ancora convinto dello scambio dei figli, rivela di aver scambiato i neonati e De Tassis gli rivela infuriato che lo scambio non era vero. Litigando, fanno scendere i due passeggini che finiscono nella tana di un elefante e Paci, nel tentativo di allontanarlo, richiama un gorilla in calore.

## Colonna sonora
La colonna sonora del film è di Bruno Zambrini, la canzone usata per il trailer e per i titoli di testa e coda, è Jogi di Panjabi MC.

## Distribuzione
Il film è uscito nelle sale Italiane il 19 dicembre 2003.

## Accoglienza

### Incassi
Il film è stato un successo al botteghino del Natale 2003; nonostante questo, però, non riuscì a incassare più del film concorrente dello stesso periodo, Il paradiso all'improvviso di Leonardo Pieraccioni, dove era presente Giulia Montanarini. L'incasso totale è stato comunque di ben 19 189 341 €: si tratta del quinto maggior successo in quella stagione.